# 사마법
《사마법》(司馬法)은 중국 춘추 시대 제(齊)나라의 병법가 사마양저(司馬穰苴)가 저작한 병법서이다. 무경칠서 중의 하나이다.

## 내용
사마법이 성립한 계기는, 제 위왕이 옛날부터 제나라에 전해지는 병법을 구사하여 제나라를 강국으로 만들었다는 일이 있던 바탕으로, 병법의 중요함을 말하고, 신하들에게 명하고, 옛날부터 전해지는 제나라의 병법을 연구하여, 거기에 사마양저가 만든 병법을 덧붙여 사마양저병법으로 불렸다는 것이 유력한 설이다.

## 구성
지금 현존하는 사마법은 5편이 있다. 원래는 55편이 있었는데 후에 50편이 망실되었다.
1. 인본(仁本)
2. 천자지의(天子之義)
3. 정작(定爵)
4. 엄위(嚴位)

## 같이 보기
- 사마법직해(司馬法直解) - 명(明)나라 유인(劉寅)이 『사마법(司馬法)』에 주석을 달고 풀이한 책. 종로도서관 소장.